# Communauté de communes de l'agglomération annemassienne
La communauté de communes de l'agglomération annemassienne (2C2A) est une ancienne communauté de communes de la Haute-Savoie, en France. Située entre le Mont Salève et les montagnes des Voirons, au débouché de la vallée de l'Arve, elle regroupait 6 communes.

## Composition
Les communes suivantes composaient cet EPCI :
| Code INSEE | Commune         |             |
| ---------- | --------------- | ----------- |
| 74012      | Annemasse       |             |
| 74133      | Gaillard        |             |
| 74305      | Ville-la-Grand  |             |
| 74008      | Ambilly         |             |
| 74298      | Vétraz-Monthoux |             |
| 74118      | Étrembières     |             |
| Totaux     | 6 communes      | 56 726 hab. |

## Historique

### Le SIVMAA
En août 1966, les communes d’Ambilly, Annemasse, Etrembières, Gaillard, Ville-la-Grand et Vétraz-Monthoux ont formé le syndicat intercommunal à vocation multiple de l'agglomération annemassienne (SIVMAA).
Le syndicat ne gérait à ses débuts que la production et la distribution de l’eau potable, l’assainissement et l’équipement scolaire du second degré. Mais son domaine d'intervention a vite grandi et de nouvelles compétences ont été progressivement transférées par les communes : station d'épuration, centre aéré, logement, etc.

### Vers une communauté de communes
Suite logique de ce développement, le syndicat a été dissous pour faire place au 1er janvier 2002 à une communauté de communes à fiscalité propre. La communauté de communes de l'agglomération annemassienne (2C2A) est aujourd'hui dans sa catégorie, l'établissement public de coopération intercommunale le plus important du département de la Haute-Savoie : aussi bien par son champ d'intervention que par le niveau des moyens financiers et logistiques qu'il mobilise pour l'exécution de ses missions.

### Transformation et fusion
En 2007, la 2C2A est devenue la CARA (communauté d'agglomération de la région annemassienne) qui a fusionné en décembre 2007 avec la CCV (Communauté de communes des Voirons) pour devenir Annemasse - Les Voirons Agglomération appelée plus communément Annemasse-Agglo.